# Konklave 1823

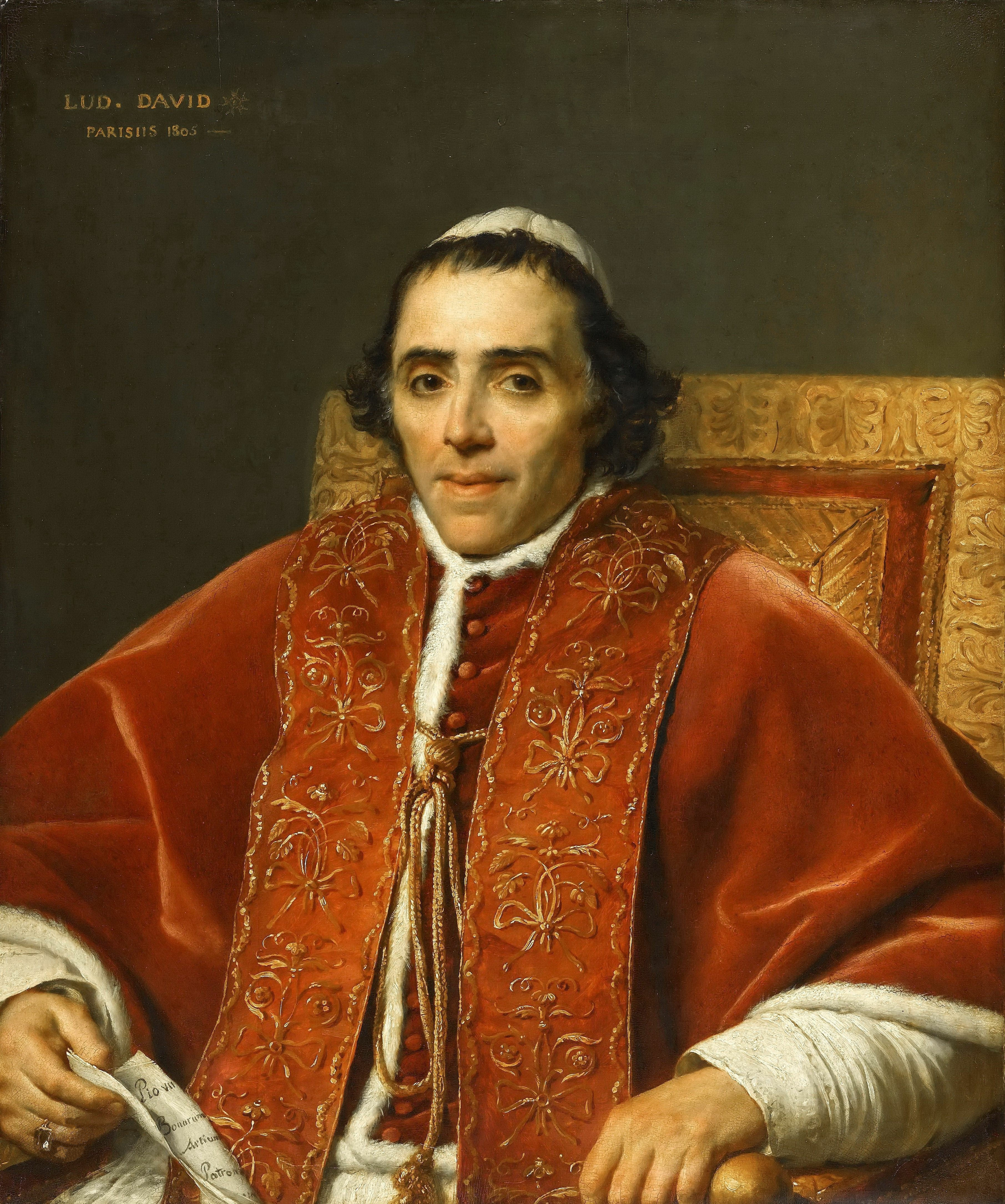
Pius VII. †

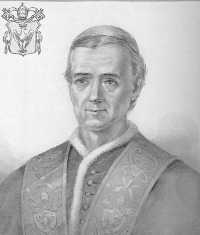
Leo XII.

Das Konklave von 1823 tagte vom 2. bis 28. September 1823. Es wählte den Kardinalvikar Annibale Sermattei della Genga zum Papst. Er nahm den Papstnamen Leo XII. an.

## Allgemeines und Wahlverlauf
Nach dem Tod von Papst Pius VII. am 20. August 1823 rief Kardinaldekan Giulio Maria della Somaglia die Kardinäle zum Konklave zusammen.
Während der Sedisvakanz führte Bartolomeo Pacca als Camerlengo die Amtsgeschäfte.
Die papabili waren Francesco Saverio Castiglioni, der von den eher politischen Kardinälen unterstützt wurde, sowie Antonio Gabriele Severoli, der Kandidat der Zelanti. Kardinal Giuseppe Albani präsentierte allerdings das Veto des österreichischen Kaisers Franz I. gegen Severoli. Der französische Botschafter präsentierte zudem das Veto des Königs Ludwig XVIII. gegen den vormaligen Kardinalstaatssekretär Ercole Consalvi, der als gemäßigt galt.
Im Konklave lagen zunächst Severoli, Castiglioni sowie della Somaglia vorne. Trotzdem konnte keiner von ihnen die nötige Zweidrittelmehrheit erreichen. Die Zeloten einigten sich schließlich auf Kardinal Sermattei della Genga, der dann auch als Leo XII. den päpstlichen Thron besteigen konnte. Im entscheidenden Wahlgang am 28. September 1823 soll er 34 Stimmen erhalten haben.

## Kardinäle
Während der Sedisvakanz gab es 53 Kardinäle, von denen 49 am Konklave teilnahmen. 47 der 49 Teilnehmer wurden von Pius VII. kreiert, zwei von Pius VI.

### Teilnehmer
Folgende Kardinäle nahmen am Konklave teil:
- Giulio Maria della Somaglia, Kardinaldekan
- Bartolomeo Pacca, Kardinalsubdekan
- Giuseppe Spina
- Pietro Francesco Galleffi
- Tommaso Arezzo
- Francesco Saverio Castiglioni
- Giuseppe Firrao, Kardinalprotopriester
- Luigi Ruffo Scilla
- Cesare Brancadoro
- Carlo Francesco Maria Caselli
- Joseph Fesch
- Carlo Oppizzoni
- Annibale Sermattei della Genga (zu Leo XII. gewählt)
- Pietro Gravina
- Antonio Gabriele Severoli
- Giuseppe Morozzo Della Rocca
- Fabrizio Sceberras Testaferrata
- Benedetto Naro
- Francesco Cesarei Leoni
- Dionisio Bardaxí y Azara
- Antonio Lamberto Rusconi
- Emmanuele De Gregorio
- Giorgio Doria Pamfilj Landi
- Luigi Ercolani
- Paolo Giuseppe Solaro
- Johann Casimir Häffelin
- Anne-Antoine-Jules de Clermont-Tonnerre, Erzbischof von Toulouse
- Francesco Bertazzoli
- Giovanni Francesco Falzacappa
- Antonio Pallotta
- Francesco Serlupi Crescenzi
- Carlo Maria Pedicini
- Luigi Pandolfi
- Fabrizio Turriozzi
- Ercole Dandini
- Carlo Odescalchi
- Giacinto Placido Zurla
- Anne-Louis-Henri de La Fare
- Fabrizio Dionigi Ruffo, Kardinalprotodiakon
- Ercole Consalvi, Kardinalstaatssekretär Pius’ VII.
- Giuseppe Albani
- Francesco Guidobono Cavalchini
- Giovanni Caccia-Piatti
- Stanislao Sanseverino
- Pietro Vidoni
- Agostino Rivarola
- Cesare Guerrieri Gonzaga
- Antonio Frosini
- Tommaso Riario Sforza

### Abwesende Kardinäle
Folgende Kardinäle erschienen nicht zum Konklave:
- Domenico Spinucci, Erzbischof von Benevent
- Louis-François de Bausset-Roquefort
- Rudolf Johannes Joseph Rainer von Habsburg-Lothringen
- Carlos da Cunha e Menezes, Patriarch von Lissabon